# Junodia vansoni
Junodia vansoni är en bönsyrseart som beskrevs av Roger Roy 2009. Junodia vansoni ingår i släktet Junodia och familjen Hymenopodidae. Inga underarter finns listade i Catalogue of Life.